# Sudáfrica en la Copa Mundial de Rugby de 2007

Alineación titular durante el torneo.

La selección de rugby de Sudáfrica fue local y una de los 20 países participantes de la Copa Mundial de Rugby de 2007.
La cuarta participación de los Springboks, debido a que fueron prohibidos de competir en las dos primeras ediciones por el apartheid. Ganaron en forma invicta y obtuvieron su segundo título, después del adquirido en 1995.

## Plantel
En el partido contra Samoa, el centro De Villiers se desgarró y fue reemplazado por Julies. En la última fecha ante los Estados Unidos, B. J. Botha se rompió la rodilla y en su lugar fue llamado Jannie du Plessis.
|                        | Jugador             | Edad    | Posición      | Tests | Equipo                             |
| ---------------------- | ------------------- | ------- | ------------- | ----- | ---------------------------------- |
| Hookers y Pilares      |                     |         |               |       |                                    |
|                        | B. J. Botha         | 27 años | Pilar         | ?     | Sharks                             |
|                        | Gary Botha          | 26 años | Hooker        | 11    | Harlequins FC                      |
|                        | Bismarck du Plessis | 23 años | Hooker        | ?     | Sharks                             |
|                        | Jannie du Plessis   | 24 años | Pilar         | ?     | Free State Cheetahs                |
| 1                      | Os du Randt         | 35 años | Pilar         | ?     | Free State Cheetahs                |
| 2                      | John Smit           | 29 años | Hooker        | ?     | ASM Clermont Auvergne              |
|                        | Gurthrö Steenkamp   | 26 años | Pilar         | ?     | Bulls                              |
| 3                      | CJ van der Linde    | 27 años | Pilar         | ?     | Cheetahs                           |
| Segundas líneas        |                     |         |               |       |                                    |
| 4                      | Bakkies Botha       | 28 años | Segunda línea | ?     | Bulls                              |
| 5                      | Victor Matfield     | 30 años | Segunda línea | ?     | Rugby-Club Toulonnais              |
|                        | Johann Muller       | 27 años | Segunda línea | ?     | Sharks                             |
|                        | Albert van den Berg | 33 años | Segunda línea | ?     | Sharks                             |
| Alas y Octavos         |                     |         |               |       |                                    |
| 6                      | Schalk Burger       | 24 años | Ala           | ?     | Stormers                           |
| 8                      | Danie Rossouw       | 29 años | Octavo        | ?     | Bulls                              |
|                        | Bobby Skinstad      | 31 años | Octavo        | ?     | Natal Sharks                       |
| 7                      | Juan Smith          | 26 años | Ala           | ?     | Cheetahs                           |
|                        | Wikus van Heerden   | 28 años | Ala           | ?     | Bulls                              |
| Medios scrum           |                     |         |               |       |                                    |
| 9                      | Fourie du Preez     | 25 años | Medio scrum   | ?     | Bulls                              |
|                        | Ricky Januarie      | 25 años | Medio scrum   | ?     | Golden Lions                       |
| Aperturas y Centros    |                     |         |               |       |                                    |
|                        | Jean de Villiers    | 26 años | Centro        | ?     | Stormers                           |
| 13                     | Jaque Fourie        | 24 años | Centro        | ?     | Lions                              |
| 10                     | Butch James         | 28 años | Apertura      | ?     | Bath Rugby                         |
|                        | Wayne Julies        | 28 años | Centro        | ?     | Bulls                              |
|                        | Wynand Olivier      | 24 años | Centro        | ?     | Bulls                              |
|                        | André Pretorius     | 28 años | Apertura      | ?     | Lions                              |
| 12                     | François Steyn      | 20 años | Centro        | ?     | Sharks                             |
| Fullbacks y Wings      |                     |         |               |       |                                    |
| 11                     | Bryan Habana        | 24 años | Wing          | ?     | Bulls                              |
| 15                     | Percy Montgomery    | 33 años | Fullback      | ?     | Union Sportive Arlequine Perpignan |
|                        | Akona Ndungane      | 26 años | Wing          | ?     | Bulls                              |
|                        | Ruan Pienaar        | 23 años | Fullback      | ?     | Sharks                             |
| 14                     | JP Pietersen        | 21 años | Wing          | ?     | Sharks                             |
|                        | Ashwin Willemse     | 26 años | Wing          | ?     | Biarritz Olympique Pays Basque     |
| Entrenador: Jake White |                     |         |               |       |                                    |

## Participación

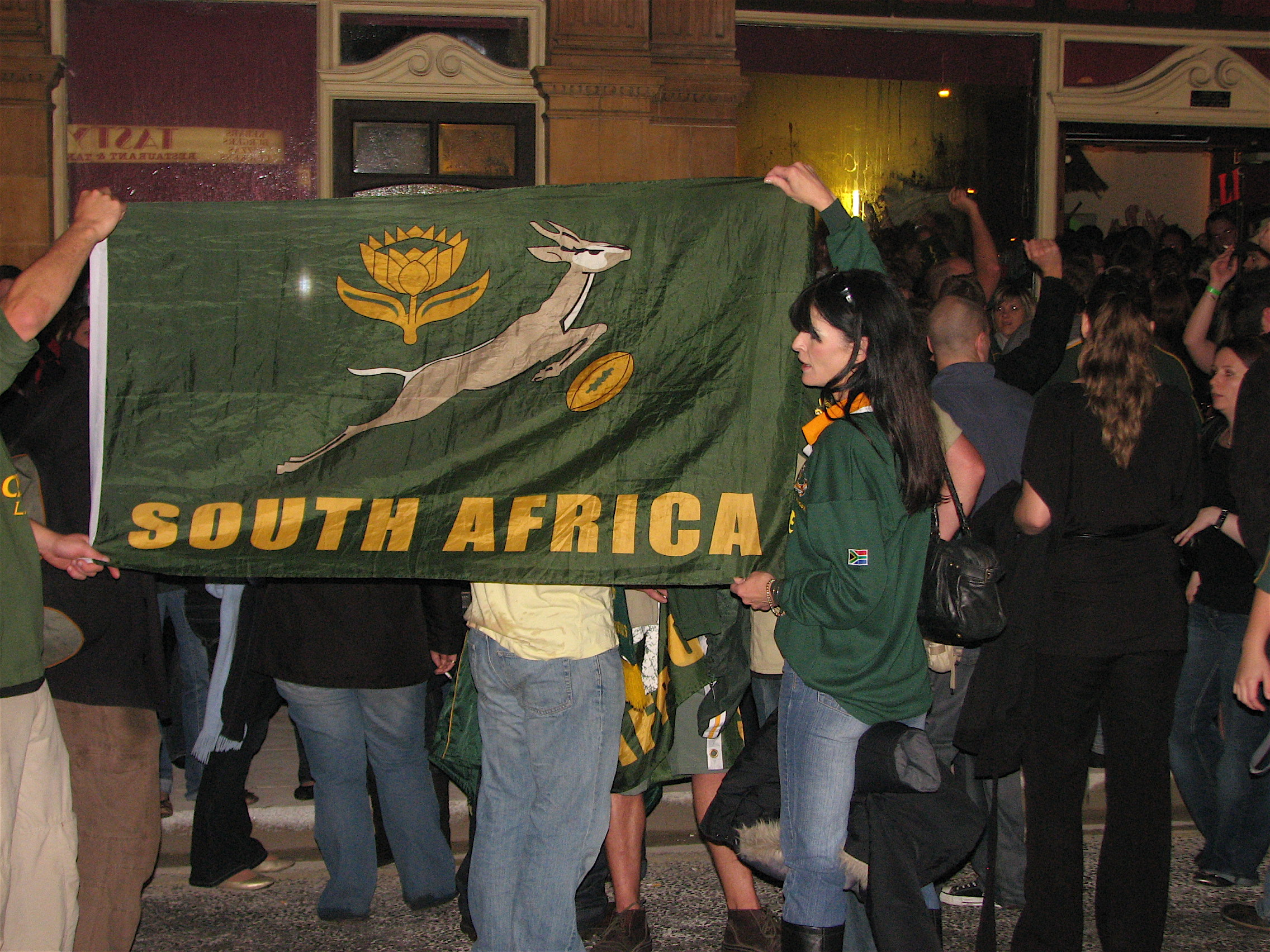
Sudafricanos celebran el título en París.

Sudáfrica integró el Grupo A junto a la Rosa (vigentes campeones del Mundo), Samoa, Tonga y las Águilas.

## Legado
Cinco jugadores negros, todos backs, se consagraron campeones: Bryan Habana, Wayne Julies, Akona Ndungane, JP Pietersen y Ashwin Willemse. Antes solo Chester Williams lo había conseguido.
Os du Randt fue el primer sudafricano en ganar dos mundiales, con 12 años de diferencia. François Steyn fue el segundo y por ahora último, en Japón 2019.